# Hadnmauer

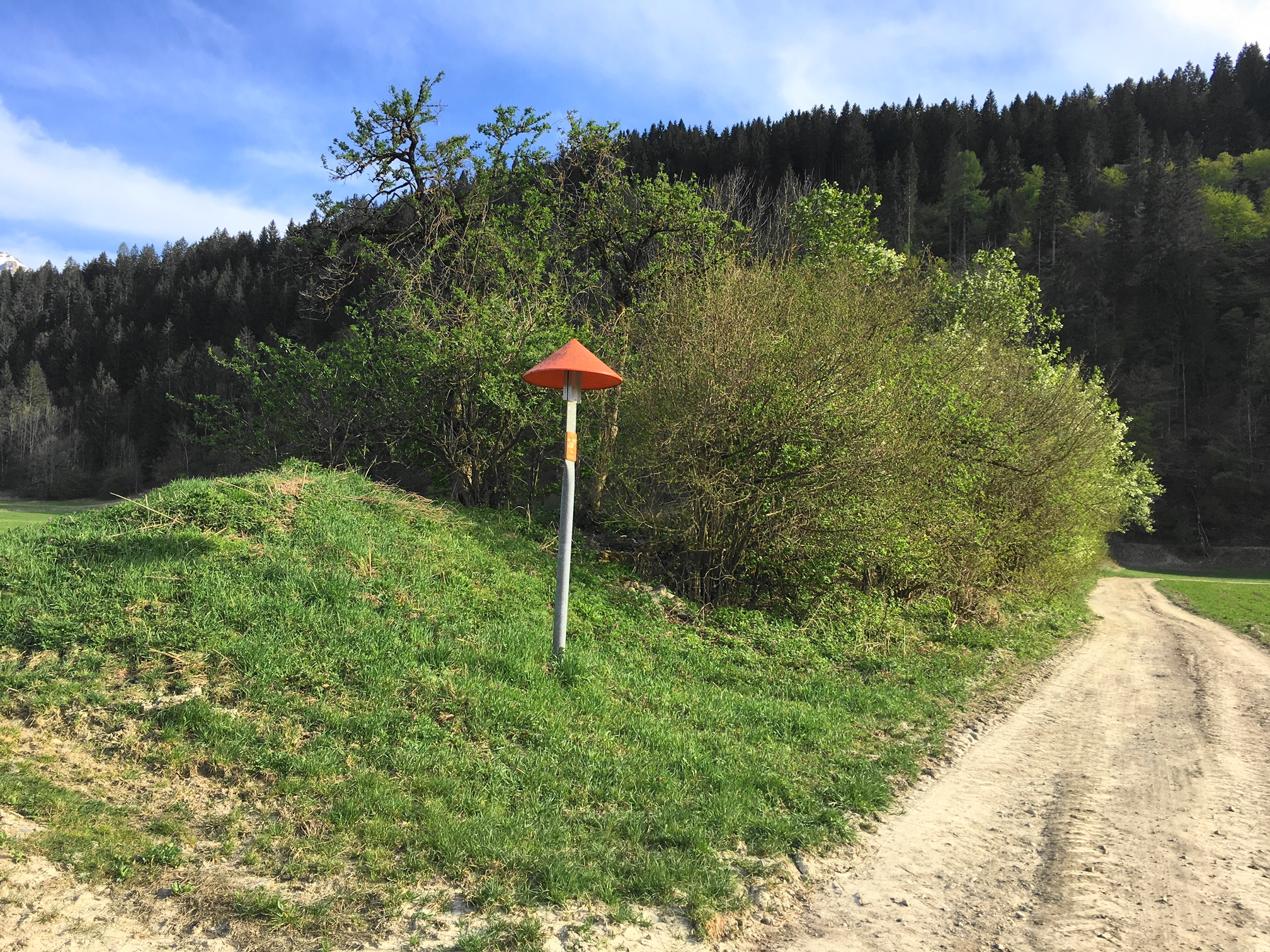
Hadnmauer

Hadnmauer werden die denkmalgeschützten Reste einer spätantiken Talsperre im Gailtal genannt (Listeneintrag). Sie zieht sich von Rattendorf bis Jenig (beides Gemeinde Hermagor). Ihre Funktion bestand möglicherweise in der Absicherung Gurinas und seiner Umgebung gegen Osten. Von ursprünglich 1,6 km sind noch 336 m erhalten. Westseitig sind Mannschaftsräume erkennbar.

## Belege
1. ↑  Marienpilgerweg. In: marienpilgerweg.at. Abgerufen am 21. Oktober 2016.
2. ↑  Jenig. In: jenig.at. Archiviert vom Original (nicht mehr online verfügbar) am 29. Januar 2016; abgerufen am 21. Oktober 2016.  Info: Der Archivlink wurde automatisch eingesetzt und noch nicht geprüft. Bitte prüfe Original- und Archivlink gemäß Anleitung und entferne dann diesen Hinweis.
3. ↑  Tourismus Jenig im Gailtal in Kärnten. In: schneehoehen.de. Abgerufen am 21. Oktober 2016.

Koordinaten: 46° 36′ 59″ N, 13° 14′ 45″ O